# Harry Hansen
Ernst Harry Hansen (Holbæk, 20 september 1894 - Kopenhagen, 1 november 1946) was een Deens voetballer die voorkeur had als een aanvaller.

## Carrière
Hansen is geboren in Holbæk waar hij is begonnen te voetballen in de jeugd bij Holbæk B&I waarna hij de overstap maakte naar Boldklubben. In 1925 keerde Hansen terug bij zijn oude voetbalclub. Hansen beëindigt zijn voetbalcarrière in 1931.
Hansen maakte zijn debuut in Deens voetbalelftal in 1916. Hij heeft 5 wedstrijden gespeeld en 2 doelpunten gescoord voor zijn nationale ploeg. 
Hansen overleed op 1 november 1946.